# 八仙山林場

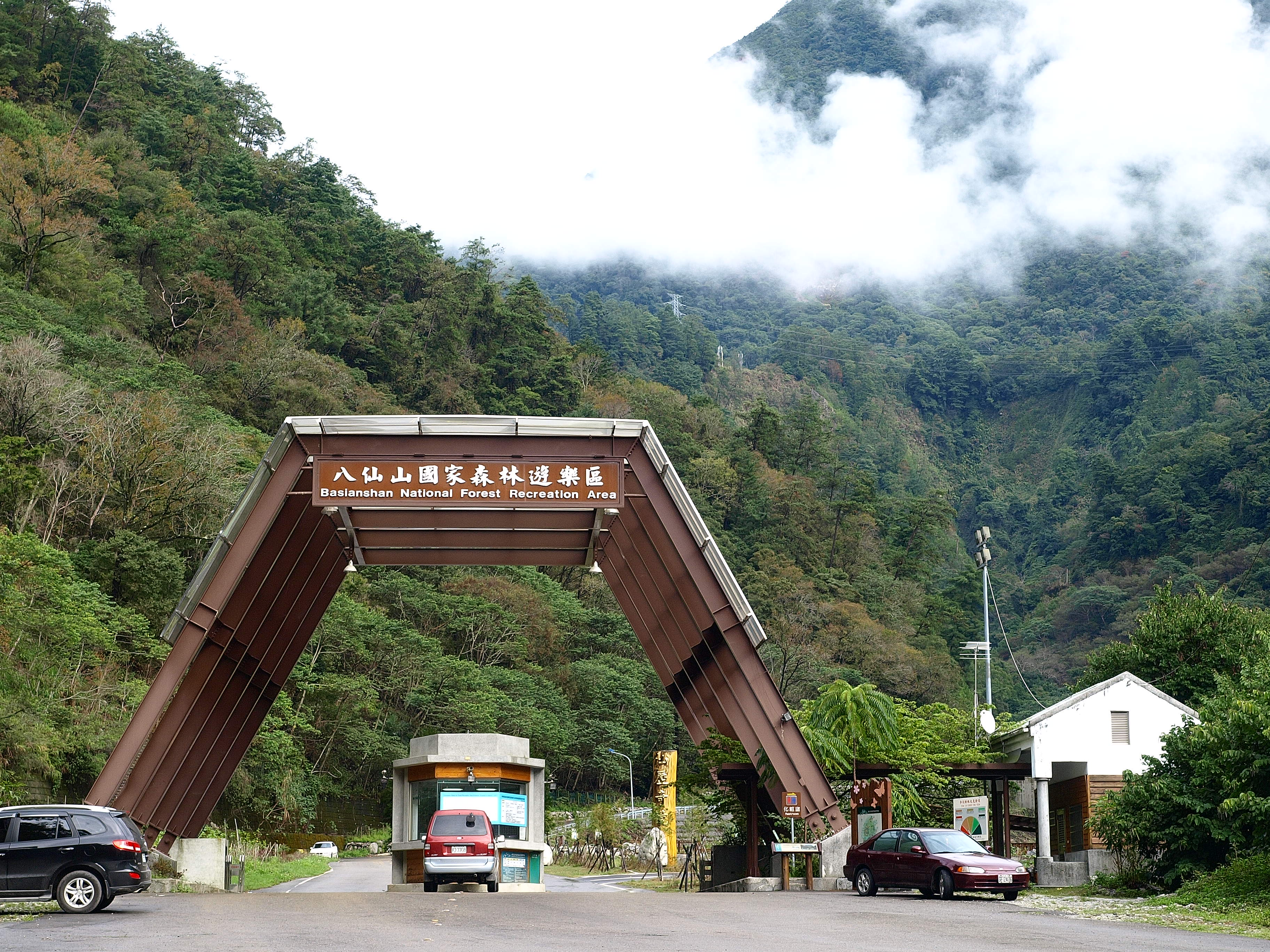
昔日的八仙山林場已轉型成八仙山國家森林遊樂區。

八仙山林場是位於臺灣八仙山的一座林場。日治時期作八仙山事業區，戰後改成「八仙山林場」，屬農業部林業及自然保育署所管轄。
八仙山事業區為日治時期台灣三大官營林業之一，日治期間所運出的木材不如阿里山林場與太平山林場多，但對台灣的森林資源開發，和總督佐久間左馬太理番計劃牽涉甚深。戰後八仙山林場的資源已大不如前，林場亦轉換成為休閒取向的森林遊樂區。

## 源起
日治時期日本開始針對台灣豐富的林木進行調查，準備對針珍貴的林木進行砍伐。日本人對八仙山林區之注意，最早是在理番過程中發現的。台灣第五任總督佐久間左馬太在1910年進行五年理番計畫時，發現八仙山林區資源豐富，值得以官方力量進行開發。最初八仙山林區屬阿里山作業所管轄，1914年台灣總督府殖產局派遺阿里山作業所技師綱島正吉前往八仙山做基本調查，綱島正吉相當熟悉阿里山林場之狀況，調查完後曾對八仙山與阿里山的林業資源做一個比較。認為八仙山林木雖較阿里山少，但其木質卻勝於阿里山，加上緊鄰大安溪與大甲溪，運輸的便利性相當高，如果官方經營八仙山，其利益因大於阿里山。正因八仙山值得開發，1915年八仙山事業區脫離阿里山作業所，轉而直屬營林局。

## 年表
- 1916年，八仙山出張所成立，此為阿里山、八仙山、太平山三大林場經營之始，隸屬於營林局。
- 1920年，改隸殖產局營林所。
- 1927年，設置八仙山平地鐵道。
- 1925年，營林所由總督府直轄，但由殖產局長兼任所長。
- 1940年，營林所獨立，與殖產局並列。
- 1943年，營林所併入殖產局，伐木業務由官民合營之臺灣拓殖株式會社辦理。經營阿里山、太平山及八仙山三林場。
- 1947年，臺灣省政府成立，臺灣省林務局改為臺灣省林產管理局，下設阿里山、八仙山、太平山、巒大山、竹東及太魯閣六林場。
- 1960年，山林管理所及林場均改為林區管理處，而八仙山林場亦改名為大甲林區管理處。
- 1989年，大甲林區管理處與大雪山示範林區管理處合併為東勢林區管理處。

## 發展過程
八仙山事業區在發展初期並不順利，約有幾個原因：

1. 資金不足：因為日本政府不願花費大量資源投入（先前投資阿里山林場花費過大，投資八仙山便顯得小心翼翼），所以在運輸木材的工具與伐木設備上，整體基礎不甚良好。
2. 原住民問題：八仙山林地是屬於泰雅族原住民生活之區域。在當時族群不睦、彼此武力對抗的背景下，林地作業時常受到原住民攻擊，正如前面所提，八仙山資源是在理番時發現，理番問題沒有解決，想大量開發有實質上的困難。
3. 自然環境不佳：整體來看，八仙山樹木體積過於龐大，且單位面積樹木偏少（需花貴更多資源），加上原來想運用大甲溪來運輸木材，實際狀況卻不如想像中順利。[2]

種種因素限制著八仙山林場之發展，因此當局就開始著手改善八仙山的運輸基礎，開始興建鐵道、平地軌道、山地軌道、架空索道等，與其他林場相比，八仙山運材系統相對複雜，亦是該場的特色之一。交通完備後，接著開始解決治安問題，因為交通的改善不僅僅有經濟效益，對於理番的進行亦有重要影響，警察與軍隊可藉由輕便鐵路與軌道，快速的進入番地，所以在道路開通的同時（1923），周圍泰雅族社群頭目帶領族人向日本官方歸順。八仙山的林業發展至此，已逐漸上軌道。
1937年中日戰爭爆發，日本政府對於木材的需求大量增加，營林所所轄的台灣三大林場，更負起很大的責任。八仙山在此壓力下，原本規劃的伐木方式必需進行改變，以提供大量的木材，1938年後伐木量大幅增加，1942年八仙山的伐木事業，改由台灣拓殖株式會社接管（後稱台拓），台拓公司為取得大量木材，日以繼夜的砍伐林木，使八仙山的林木於1943年達到高峰，搬出材積達四萬三千立方公尺。因為過渡砍伐，造成資源枯竭，八仙山林業由盛轉衰。

## 林場發展帶來之影響
交通的完備是當時最重要的建設之一，為運木所興建的軌道與便道，帶來的效益超乎預期，不僅使運材成本大量降低，還兼具發展地方的效果。 昭和初年，豐原至佳保台（今八仙山森林遊樂區）來回只要一天，深入番地不再是很困難的事，因此帶動的觀光與地方的發方，觀光方面，1927年《臺灣日日新報》所辦的臺灣八景票選，八仙山擊敗許多著名景點拿下第四名，成為日治時期台灣八景之一。八仙山獲選八景而帶動整體觀光，今八仙山森林遊樂區內還立有一紀念碑，為過去的光榮歷史留下見證。另外，東勢庄因八仙山的發展，成為台灣著名的林業城市，戰後國民政府在開發大雪山時，想要將東勢變成林業重鎮，就是延續過八仙山林業的盛況。早期因伐木事業，東勢地區聚集許多林業人材，加上鐵路的完工，東勢成為周圍地區之重鎮（今日稱東勢一帶為山城，包含東勢區、石岡區、新社區、和平區）。

## 八仙山森林鐵道

### 路線一覽
| 線名       | 起訖站                                | 里程   | 最大坡度 | 橋樑數（總長） | 隧道數（總長） | 線別       |
| 豐原線     | 豐原-土牛                             | 13.1km | 1.32%    | 32             | 0              | 營業線     |
| 大甲溪線   | 土牛-久良                             | 39.0km | 3.55%    | 197            | 2              | 不定期營業 |
| 佳保台線   | 久良-佳保台                           | 6.71km | 4.1%     | 64             | 0              | 專用線     |
| 中平線     | 第二伏地索道起點-第三伏地索道終點     | 0.53km | 2.5%     | 0              | 0              | 專用線     |
| 馬崙線     | 十文溪第二索道起點-八仙山林區第59林班 | 13.0km | 2.5%     | 127            | 1              | 專用線     |
| 十文溪線   | 馬崙線1.4K-八仙山林區第49林班         | 3.2km  | 2.0%     | 29             | 0              | 專用線     |
| 馬崙上線   | 馬崙索道起點-八仙山林區第59林班       | 3.68km | 0%       | 41             | 0              | 專用線     |
| 十文溪上線 | 馬崙索道起點-大甲溪區第60林班         | 19.4km | 2.0%     | 170            | 0              | 專用線     |
| 豐原林場線 | 林場-豐原                             | 0.73km | 1.0%     |                |                | 專用線     |

### 車站一覽
- 豐原線：豐原 - 翁子 - 半張 - 朴子 - 埤頭 - 石岡 - 九房厝 - 社寮角 - 林厝 - 梅子 - 學校裡 - 土牛 - 和盛（原貯木場車站）

- 大甲溪線：上土牛 - 山頂 - 水底寮 - 雙連 - 馬鞍寮 - 麻竹坑 - 阿寸溪 - 白鹿 - 白冷 - 舊白冷 - 裡冷 - 久良

- 佳保台線：久良[8] - 佳保台